# 冰片香属
冰片香属（学名：Dryobalanops）是龙脑香科的一个属，学名来源于希腊语dryas（一种仙女）和balanops （橡子），原因是其果实很像橡子。该属有七种，仅分布于西马来西亚（苏门答腊、马来西亚半岛和婆罗洲）的热带森林中，高可达80米，木头是重要的商业木材“卡普木”来源，Dryobalanops aromatica也是樟脑的重要原材料。